# Hyphochytriomycetes
A Hpyhochytriomycetes a sárgásmoszatok Pseudofungi kládjába tartozó osztály.

## Jellemzők
Zoospórái elülső ostora elágazó, hátulsó ostorukat másodlagosan elvesztették. Rizoid vagy hifaszerű vegetatív rendszerük van, innen a „Hypho” előtag.

## Csoportosítás
A csoportot törzsként, osztályként, alosztályként vagy rendként sorolják be Hyphochytriomycota, Hyphochytriomycetes vagy Hyphochytrea, Hyphochytriomycetidae vagy Hyphochytridae, illetve Hyphochytriales neveken. A Hyphochytridiomycota és Hyphochytridiomycetes változatok is használatosak, feltehetően a Chytridiomycetesszel való analógia vagy egy helyesírási hiba miatt. Azonban az előtag Hyphochytri- (a Hyphochytriumból), nem Hyphochytridi- (a Chytridiumból).
Korábban a Hyphochytriomycetes, Oomycetes és Chytridiomycetes osztályokat a ma elavult Mastigomycotina taxonba sorolták, mint ostoros spórájú vagy ivarsejtű gombákat. Ma a Chytridiomycetest továbbra is gombának tekintik, de a másik két csoport a Stramenopila csoport tagja.
A Hyphochytriomycetes az Oomycetes testvércsoportja.
Az alábbi csoportok tartoznak ide:
Ordo Hyphochytriales Bessey 1950 ex Sparrow 1960
- Familia Hyphochytriaceae Fischer 1892
  - Canteriomyces Sparrow 1960
  - Cystochytrium Ivimey Cook 1932
  - Hyphochytrium Zopf 1884 [Hyphophagus Minden 1911]
- Familia Rhizidiomycetaceae Karling ex Kirk, Cannon & David 2001
  - Latrostium Zopf 1894
  - Reessia Fisch 1883
  - Rhizidiomyces Zopf 1884 [Rhizidiomycopsis Sparrow 1960]

Korábban a Rhinosporidiumot is ide sorolták, de az az Ichthyosporea Dermocystida csoportjának tagja.

## Diverzitás
A csoport viszonylag kicsi, 16 ismert fajból áll, ezt részben a mintavételi módszerek okozhatják.

## Genetika
Rendelkezik a miozin If, II, XXVII, XXIX, XXX és XXXI-b fehérjékkel, a DHC, az IC, a LIC, az IFT dineincsalád tagjaival, kinezin-1–10-zel, kinezin-13–16-tal és kinezin-20-szal, egy 2018-ban ismeretlen osztályba tartozó 1-es és egy 3-as csoportbeli kitin-szintázzal, CDA-val, CTSII-vel, FKS1-gyel és EXG1-gyel.

## Fordítás
Ez a szócikk részben vagy egészben  a   Hyphochytriomycetes című angol Wikipédia-szócikk ezen változatának fordításán alapul.  Az eredeti cikk szerkesztőit annak laptörténete sorolja fel. Ez a jelzés csupán a megfogalmazás eredetét és a szerzői jogokat jelzi, nem szolgál a cikkben szereplő információk forrásmegjelöléseként.